# Francesco Iachello
Francesco Iachello (Francofonte, 11 de janeiro de 1942) é um físico italiano, que trabalha principalmente com física nuclear e molecular. Ele e seu colaborador Akito Arima são os criadores do Modelo de Interação do Bóson.
Iachello obteve um doutorado em 1964 como engenheiro de tecnologia nuclear no Instituto Politécnico em Turim e em 1969 um doutorado em física no Instituto de Tecnologia de Massachusetts (MIT). Está desde 1978 na Universidade Yale, onde é professor de física e química.
Iachello recebeu o prêmio Chiaudano em 1968 e foi membro do Programa Fulbright em 1964. Recebeu em 1990 a Medalha Wigner, em 1991 o Prêmio Taormina e o Prêmio AKZO holandês e, em 1993, junto com Akito Arima, o Prêmio Tom W. Bonner de Física Nuclear da American Physical Society. É membro da Academia Holandesa e Croata de Ciências. Em 1997 recebeu o prêmio do centenário da Sociedade Italiana de Física. Em 2002 recebeu o Prêmio Meitner da Sociedade Europeia de Física. Tem doutorados honorários da Universidade de Ferrara, da Universidade de Sevilha e da Universidade Chung Yuan na China.
Iachello é conhecido pela aplicação de métodos algébricos na investigação dos espectros de núcleos atômicos e moléculas. Em 1974, com Akito Arima, introduziu o Modelo de Interação do Bóson na física nuclear. Este modelo descreve estados nucleares coletivos com a ajuda do grupo unitário U(6). O conceito básico é derivar um modelo com pares de nêutrons e prótons em lugar de nucleons isolados. Os pares são tratados como bósons com diferentes spins quânticos (bósons s e d, conforme nomenclaturas para spin 0 e 2). Numa extensão do modelo, o efeito análogo com férmions isolados possui uma descrição utilizando álgebras supersimétricas.
Mais recentemente, trabalhou principalmente na investigação da dinâmica da mecânica quântica das moléculas (por exemplo, transições de fase quânticas, dinâmica de polímeros) com métodos algébricos, na qual Iachello já havia começado a trabalhar em 1981 (Modelo Vibron).

## Obras
- Iachello, F; Arima, A (2 de novembro de 2006). The Interacting Boson Model. [S.l.: s.n.] ISBN 978-0-521-30282-1
- Iachello, F; Van Isacker, P (1991). The interacting Boson-Fermion model. [S.l.: s.n.] ISBN 978-0-521-38092-8
- Iachello, F (2006). Lie algebras and applications. [S.l.: s.n.] ISBN 978-3-540-36236-4
- Iachello, F; Levine, Raphael D (1995). Algebraic theory of molecules. [S.l.: s.n.] ISBN 978-0-19-508091-9
- Arima; Iachello "Interacting boson model of collective states", Part 1 (the vibrational limit) Annals of physics Vol. 99, 1976, pp. 253–317, Part 2 (the rotational limit) ibid. Vol. 111, 1978, pp. 201–38, Part 3 with Scholten (the transition from SU(5) to SU(3)), ibid. Vol. 115, 1978, pp. 325–66, Part 4 (the O(6) limit) ibid. Vol. 123, 1979, pp. 468–92
- Arima, Akito (1981). «Interacting boson model». 145. 858 páginas. doi:10.1007/BFb0017234